# L'equivoco stravagante
L'equivoco stravagante è un'opera lirica di Gioachino Rossini. Il libretto, denominato dramma giocoso in due atti, è di Gaetano Gasbarri.
La prima rappresentazione ebbe luogo il 26 ottobre 1811 al Teatro del Corso di Bologna con Marietta Marcolini. 
Nonostante il buon successo iniziale, l'opera ebbe vita breve. 
A causa dei numerosi doppi sensi di cui il libretto è costellato, l'opera venne ritirata dopo solo tre recite.
Dopo un lungo periodo di oblio, ebbe alcune recite al Teatro San Carlo di Napoli nel 1974, con Sesto Bruscantini come Gamberotto, e Rolando Panerai come Buralicchio.

La prima rappresentazione al Rossini Opera Festival avviene nel 2002, e replicata nel 2008.

## Cast della prima assoluta
| Ruolo       | Registro vocale | Interprete         |
| ----------- | --------------- | ------------------ |
| Ernestina   | contralto       | Marietta Marcolini |
| Gamberotto  | basso           | Domenico Vaccani   |
| Buralicchio | basso           | Paolo Rosich       |
| Ermanno     | tenore          | Tommaso Berti      |
| Rosalia     | soprano         | Angiola Chies      |
| Frontino    | tenore          | Giuseppe Spirito   |

## Trama
Ermanno (tenore) è innamorato di Ernestina (contralto), figlia del fittavolo arricchito Gamberotto (basso buffo). La fanciulla è fanatica delle mode intellettuali e si esprime con un lessico ricercato e barocco ("le macchine corporee in linea curva adattino su due comodità" è il suo modo per invitare gli ospiti a sedersi); grazie ai consigli e all'intercessione dei due camerieri di Gamberotto, Rosalia (soprano) e Frontino (tenore), Ermanno riesce a farsi assumere come precettore di Ernestina. Nel frattempo giunge però il promesso sposo ufficiale, il ricco Buralicchio (basso buffo), sicuro che il proprio fascino non mancherà di colpire la sposina. In verità Ernestina promette salomonicamente lo "spirito" al precettore Ermanno e la "materia" al fidanzato Buralicchio, poi, trovatasi a tu per tu con l'istitutore non può nascondere un nascente sentimento, benché la moda imponga d'adorare lo sposo "almen per mezza settimana". Nel frattempo Buralicchio non nasconde la gelosia con il futuro suocero e ne viene duramente rimproverato: dovrà baciare il piede di Ernestina (con la promessa poi di andare "più su" fino alla... mano) e chiederle perdono. In quel momento sopraggiunge Ermanno, che disperato finge il suicidio. Alla reazione amorosa di Ernestina Gamberotto e Buralicchio prorompono in sdegno e gelosia: il precettore è cacciato da casa e il chiasso tale da attirare la forza pubblica.
Nel secondo atto Frontino rivela a Rosalia d'aver ordito un equivoco che distoglierà Buralicchio dalle nozze in favore di Ermanno: con una falsa lettera farà infatti credere al promesso sposo che in realtà Ernestina altri non è che Ernesto, figlio maschio di Gamberotto fatto evirare e destinato al teatro dal padre, che però cambiò idea e in seguito "il fe' soldato". Una volta arricchitosi avrebbe fatto disertare il figlio, nascondendolo in casa sotto il nome femminile di Ernestina. Disgustato Buralicchio medita vendetta, sdegna con sarcasmo le profferte della fidanzata ("perché se fossi mia grande saria l'imbroglio, perché pavento uno scoglio entrando in alto mar") e la denuncia immediatamente all'autorità militare come disertore. L'esercito irrompe e arresta la fanciulla, nell'incredulità generale, proprio mentre Gamberotto la rimprovera per averla sorpresa nuovamente in teneri atteggiamenti con Ermanno. Questi si introduce nel carcere e consegna all'amata una divisa militare, indossata la quale Ernestina potrà facilmente evadere. Non va invece a buon fine la fuga di Buralicchio sorpreso mentre cerca di lasciare la villa di Gamberotto dal furente padrone di casa e dagli amanti di ritorno dal carcere. Lo scioglimento dell'equivoco, rivelato da Frontino, permette finalmente le nozze fra Ernestina ed Ermanno, mentre Buralicchio risponde all'irrisione generale con un filosofico "non me ne importa un fico, degna di me non è".

## Organico orchestrale
La partitura di Rossini prevede l'utilizzo di:
- 1 flauto (anche ottavino), 2 oboi, 2 clarinetti, 2 fagotti
- 2 corni, 2 trombe
- timpani, grancassa, piatti, tamburo
- archi

Per i recitativi secchi:
- pianoforte (violoncello e contrabbasso ad libitum)

## Struttura dell'opera
- Sinfonia

### Atto I
- 1 Introduzione:
  - Terzetto - Si cela in quelle mura (Ermanno, Frontino, Rosalia)
  - Coro - Allegri, compagnoni
  - Cavatina - Mentre stavo a testa ritta (Gamberotto)
  - Stretta - Se mi destina un tanto onore (Gamberotto, Ermanno, Frontino, Rosalia)
- 2 Cavatina - Occhietti miei vezzosi (Buralicchio)
- 3 Duettino - Ah, vieni al mio seno (Gamberotto, Buralicchio)
- 4 Coro e cavatina - Oh come tacita - Nel cuor un vuoto io provo (Ernestina)
- 5 Coro - Andrem, vedrem
- 6 Quartetto Ti presento a un tempo istesso (Gamberotto, Ernestina, Ermanno, Buralicchio)
- 7 Aria - Parla, favella, e poi (Gamberotto)
- 8 Aria - Quel furbarel d'Amore (Rosalia)
- 9 Duetto - Sì, trovar potrete un altro (Ermanno, Ernestina)
- 10 Finale primo
  - Terzetto - Volgi le amabili (Gamberotto, Buralicchio, Ernestina)
  - Quartetto - Che vedo, oh stelle! (Ermanno, Frontino, Rosalia, Ernestina)
  - Stretta - Alme infide! (Buralicchio, Gamberotto, Ermanno, Ernestina, Rosalia, Frontino, Coro)

### Atto II
- 11 Introduzione - Perché sossopra (Coro, Frontino)
- 12 Aria - Vedrai fra poco nascere (Frontino)
- 13 Duetto - Vieni pur, a me t'accosta (Ernestina, Buralicchio)
- 14 Recitativo e Aria - E mi lascia così? - Sento da mille furie (Ermanno)
- 15 Quintetto - Speme soave (Ernestina, Ermanno, Rosalia, Gamberotto, Buralicchio, Coro)
- 16 Aria - Il mio germe (Gamberotto)
- 17 Cavatina - D'un tenero ardore (Ermanno)
- 18 Scena e rondò con cori - Il periglio passò - Se per te lieta torno - Vicina al termine (Ernestina, Coro)
- 19 Finale - Scapperò, questo mi pare (Buralicchio, Frontino, Gamberotto, Ermanno, Ernestina, Coro)

## Incisioni discografiche
| Anno | Cast (Ernestina, Ermanno, Buralicchio, Gamberotto)                         | Direttore     | Etichetta            |
| ---- | -------------------------------------------------------------------------- | ------------- | -------------------- |
| 1974 | Margherita Guglielmi, Giuseppe Baratti, Rolando Panerai, Sesto Bruscantini | Bruno Rigacci | Bongiovanni          |
| 2001 | Petia Petrova, Dario Schmunck, Marco Vinco, Marco Di Felice                | Alberto Zedda | Naxos Opera Classics |

## Registrazioni video
| Anno | Cast (Ernestina, Ermanno, Buralicchio, Gamberotto)                | Direttore                      | Regia       | Etichetta |
| ---- | ----------------------------------------------------------------- | ------------------------------ | ----------- | --------- |
| 2008 | Marina Prudenskaja, Dmitrij Korchak, Marco Vinco, Bruno de Simone | Umberto Benedetti Michelangeli | Emilio Sagi | Dynamic   |